# Mieczysławów (województwo mazowieckie)
Mieczysławów dawniej też Mieczysław, Maniusin lub Malusin – wieś w Polsce położona w województwie mazowieckim, w powiecie zwoleńskim, w gminie Zwoleń. Ma status sołectwa.
W skład sołectwa Mieczysławów wchodzi także Helenów, Michalin oraz Szczęście.
| SIMC    | Nazwa   | Rodzaj    |
| ------- | ------- | --------- |
| 0643130 | Pasieka | część wsi |

W latach 1975–1998 miejscowość administracyjnie należała do województwa radomskiego.